# Franz Abt
Franz Wilhelm Abt, född den 22 december 1819 i Eilenburg, död den 31 mars 1885 i Wiesbaden, var en tysk sångkompositör.
Abt blev hovkapellmästare i Braunschweig 1852. Några av hans sånger blev verkliga folkvisor. I Sverige är han mest känd genom sina manskvartetter. En av de mest kända är serenaden Ljuva flicka ("Ljuva flicka tag vår hyllning") med svensk text av signaturen "U.von S". Abt komponerade över 500 stycken under sin livstid. Han invaldes 1865 som utländsk ledamot av Kungliga Musikaliska Akademien.

## Manskörssånger i svensk översättning
- Aftonklockan[7]. Den tyska originaltexten av Johann Jakob Leuthy (1798-1855), 1853 (”Die Abendglokken klingen”)[8]
- Dryckesregler[7][9]
- Morgonhälsning[7]
- Morgonsång[7]
- Nattstycke (”När över bergen dunkla molnen dröja”)[10]
- Näckrosen[7][9]
- När Majsol glöder[7]
- Serenad ("Ljuva flicka tag vår hyllning")[7]
- Sommarkväll[7][9]
- Söndagsmorgonen (”Hur härligt öfver det vida fält”)[11]
- Vineta (”Der svalkande böljor vagga i rad”)[12]. Den tyska originaltexten av Joseph Seller (1823-1877), 1856 (”Hier, wo das Meer wie Spiegel so glatt,”)[8].

## Sånger för blandad kör i svensk översättning
- Hell dig, stolta drottning i Norden[13]
- Sommarmorgonen[13]
- Vineta[13]
- Aftonklockan[14]
- Sommarkväll[14]